# (15790) Keizan
(15790) Keizan (1993 TC) – planetoida z grupy przecinających orbitę Marsa okrążająca Słońce w ciągu 3,63 lat w średniej odległości 2,36 j.a. Odkryta 8 października 1993 roku.